# Partido Popular de Tíbet
El Partido Popular Tibetano es un partido político del exilio tibetano. El partido nació como oposición al Partido Nacional Democrático, principal fuerza política organizada entre la diáspora tibetana. Fundado por Tenzin Rabgyal, un estudiante universitario tibetano de 31 años, el partido asegura ser ideológicamente liberal y de centro y ser pro-autonomía y no pro-independencia como otros partidos tibetanos, particularmente el PND. El partido respaldó la candidatura del empresario Tashi Wangdu para Sikyong (primer ministro tibetano) así como presentó candidatos a Chitue (miembros del Parlamento Tibetano) para las elecciones tibetanas de 2016.